# ノーリスペクト
ノーリスペクト（NORESPECT）は、ゆでたまごの漫画『キン肉マンII世』に登場する架空の人物、
- フォーク・ザ・ジャイアント
- ハンゾウ
- ボーン・コールド

の3人を指す総称。『キン肉マンII世』「火事場のクソ力修練編」に登場する凶悪な悪行超人（残虐超人）。いずれも囚人であるが、主人公・キン肉万太郎の火事場のクソ力修練の刺客として登場した。

## 概要
初登場は火事場のクソ力修練編「火事場のダークサイドパワー!?」。かつてキン肉スグルが年を取り、治安が悪化したキン肉星の征服を目論んだ超人たち。キン肉星の兵隊を3人で650人も殺害し、117の罪を犯し終身刑としてキン肉星刑務所（-プリズン）に収監されていた。キン肉万太郎の火事場のクソ力修練のために、一時的に出獄され彼と戦う。
キン肉族の正義心、人類愛、友情をエネルギー源とした火事場のクソ力（K・K・D）と逆に強欲、残虐、非道をエネルギー源とする「墓場のクソ力」を持つ。そのため、エネルギー源が相反する彼らを倒せば火事場のクソ力が備わる。また彼らの墓場のクソ力は「氷のランタン」に現れる氷柱で計測される。
出獄後は「NO→RESPECTの部屋」と呼ばれるホームページを立ち上げ、自分たちの情報を発信していた。
ノーリスペクトの名前の由来は、自分たち以外にこの世で敬意を払うものはいないことから。

## 略歴
過去に受けた迫害や虐待などから心が捻じ曲がり、数々の凶行を繰り返していたフォーク・ザ・ジャイアント、ハンゾウ、ボーン・コールドの3人は「ノーリスペクト」を結成。暴力により、キン肉星転覆を図ったが、それを阻止しようとするキン肉星の兵隊および超人特別機動警察隊（ちょうじんアンタッチャプル）の手によりキン肉星刑務所に収監されていた。
そして月日が流れ、ノーリスペクトはキン肉スグルの息子・万太郎の火事場のクソ力修練の刺客として一時的に釈放。万太郎に勝利した暁には恩赦を適用し、無罪放免とする条件で、万太郎の手により巨大マシンガンで地球の日本に放たれる。3人が飛ばされた場所は以下の通り。
- フォーク・ザ・ジャイアント（北海道・網走）
- ハンゾウ（京都・清水寺）
- ボーン・コールド（沖縄）

万太郎は彼らを破り、闘いの後火事場のクソ力の元となる「寛容」「無我」「友情」の炎を炎のランタンから噴き出させ、彼らを改心させる。
超人オリンピック ザ・レザレクションではケビンマスクに苦戦する万太郎の前に3人とも幻影として現われ、万太郎を激励した。

## フォーク・ザ・ジャイアント

### 概要
初登場は火事場のクソ力修練編「いざ、"火事場のクソ力修練"!!」。ノーリスペクト#1。フォークリフトの体を持つ超人。他人に指図されることを極端に嫌う性格であり、怒ると肩のランプが鳴り出す。憎しみをパワー源とし、相手に対する憎しみのパワーが増大すると額に「憎」の字が現れる。
フォークリフトの体を武器にし、下半身を戦車のように変形することも可能。ノーリスペクト随一の巨体であるが、身軽である。

### 経歴
とある惑星の採掘場で作業員として働いていたが、15歳の頃うるさく説教する親方を殺害。それ以後、殺しの快感を覚え悪行超人となる。そのまま指名手配犯となり追っ手を惨殺、他の2人の仲間ノーリスペクトを結成しキン肉星の兵隊を203人も惨殺する。
北海道に送り込まれたフォークは網走監獄にて北海道駐屯超人のセイウチンに拘束されるが、自分に指図する彼を人質に捕り万太郎を呼び出す。
網走の監獄デスマッチにおいて万太郎と対戦。闘いはフォークが優位に闘いを進め、万太郎に今まで倒された超人の恨みを説き心を折ろうとする。かつて万太郎に敗れ観客席に現れたチェック・メイトの目の前で鉄柱を用いて万太郎を痛めつけるが、チェックはそれを制止し、万太郎を応援。チェックの応援により、闘志を取り戻した万太郎は復活し、フォークを撃破する。
敗北したフォークは観客から非難され、物をぶつけられるが、万太郎は「寛容」の心を持って彼に接し、フォークはその態度から心に清々しさを感じ取り刑務所へと再び収監される。
この戦いで万太郎は何でも受け入れる「寛容」の心を手に入れた。

### 主要対戦成績
- ×キン肉万太郎（マッスル・ミレニアム）

### 得意技
デンジャー（デンジャラス）・フォーク・リフト
胸部の2本の突起により、相手を打ち上げる技。単に全身の突起部を出現させる時もこの名前でいうときもある。この技より、以下の技へと繋げる。作中では1度「デンジャラス〜」の名で使用している。
串刺し昆虫採集（くしざしインセクトコレクション）
地面に落下した相手を、胸部と膝の突起で相手を串刺しにする技。
フォーク・リフトグリップ
突起を回転させ、相手を弾き飛ばす技。
レッグ・フォークリフト
自分の両脚の突起で相手の両膝を刺す技。
ディザスター・タンク
下半身を変形させて戦車のようになり、相手をひき潰す技。
スリーウェイ・ダンス・インパクト
相手を抱えたまま飛び上がり、胸の突起に相手の背中、右足に脳天、最後に左足の突起部で蹴る三段攻撃。

### プロフィール
- 種別 - ノーリスペクト
- 出身 - DOBOKU（ドボク）星[5]
- 身長体重 - 287cm 438kg[5]
- 超人強度 - 145万パワー[5]（130万パワーとの記述もある[6]）
- 年齢 - 25歳[7]

異名
- モノホンの犯罪超人[8]

声優 - 森川智之

## コンピュータゲーム
『キン肉マンII世 正義超人への道』では3人とも使用キャラクターとして登場。超人パワーを発動させた際、「墓場のクソ力ー!」と台詞が表示される仕様になっている。
『キン肉マンII世 新世代超人VS伝説超人』シリーズでは、ハンゾウとボーン・コールドが登場。2人でコンビを組むとチーム名がノーリスペクツになる。
『キン肉マンII世 超人聖戦史』では特定のルートを通った場合のみ登場。属性ゲージが一定以下なら仲間にできる。また主人公が選んだルートにより扱いが分かれる。以下にそれを示す。
- ソルジャー・中立ルート

王位争奪編終了後、時の神の刺客として主人公を狙う。
- 悪行ルート

主人公が悪魔超人入りした後、各地に出現する。

## 補足
- 初登場時、フォーク・ザ・ジャイアントとハンゾウはシルエットで外見が決まっていたものの、ボーン・コールドは実物と大きく異なっていた。
- アニメ版では尺の関係や規制などから全員の過去は省略および改変されている。